# Fontivillié
Fontivillié község Franciaország Új-Aquitania régiójában, Deux-Sèvres megyében. Új községként 2019. január 1-jén jött létre két korábbi község: Chail és Sompt egyesítésével. Lakosainak száma 764 fő (2022. január 1.).

## Népesség
| Lakosok száma | 861  | 854  | 848  | 823  | 793  | 764  |
|               | 2017 | 2018 | 2019 | 2020 | 2021 | 2022 |